# Guglielmo di Montreuil
Guglielmo di Montreuil (in francese Guillaume de Montreuil; Normandia, ... – Roma, dopo il 1068), fu un mercenario italo-normanno vissuto nella metà dell'XI secolo che fu per breve tempo duca di Gaeta.
Amato di Montecassino lo descrive come «un cavaliere eccezionale, piccolo di statura, molto robusto, forte, valoroso» e da Orderico Vitale come «il buon normanno» (in francese le bon Normand).

## Biografia
Originario del ducato di Normandia (verosimilmente di Montreuil-l'Argillé), Guglielmo apparteneva a una famiglia dell'aristocrazia medio- normanna, i Giroie. Era il figlio di Guglielmo fitz Giroie, signore di Échauffour e di Montreuil-l'Argillé, e di Emma de Tannei, figlia di Valchelino di Tannei. Giunto nell'Italia meridionale, si distinse nella professione d'armi, tanto da sposare una figlia del conte normanno di Aversa e principe di Capua, Riccardo I Drengot. Per mezzo di questo matrimonio si alleò con le due più potenti e influenti famiglie normanne del Meridione, i Drengot Quarrel e gli Altavilla (la moglie di Riccardo era infatti figlia di Tancredi d'Altavilla). Il signore di Aversa concesse al genero le contee non conquistate di Marsia, della Campania e di Aquino come parte della sua dote, conferendo a Guglielmo il titolo di duca di Gaeta. Morì in un anno imprecisato a Roma dopo il 1068.